# Featherstone (Staffordshire)
Featherstone est un village et une paroisse civile du Staffordshire, en Angleterre.